# امهرستدال (ویرجینیای غربی)
امهرستدال، غرب ویرجینیا (به انگلیسی: Amherstdale, West Virginia) یک منطقهٔ مسکونی در ایالات متحده آمریکا است که در ویرجینیای غربی واقع شده‌است.

## خصوصیات
امهرستدال ۳۵۰ نفر جمعیت دارد و ۲۷۳٫۱ متر بالاتر از سطح دریا واقع شده‌است.